# After Oblivion
After Oblivion ist eine Technical-Death- und Thrash-Metal-Band aus Tuzla, Bosnien und Herzegowina, die im Jahr 2007 gegründet wurde.

## Geschichte
Die Band entstand im Jahr 2007 aus dem Zerfall der Band Path Beyond Serenity. Kurz darauf nahm Adnan ein Demo auf, das den Namen The Carnal Form trug und vier Lieder umfasste. Es wurde über Hidden Throne Promotions veröffentlicht. Außerdem erschien die Demo auch als Split-Veröffentlichung mit der brasilianischen Band No Blest. Im Jahr 2009 kamen weitere Mitglieder zur Band, sodass die Besetzung vervollständigt wurde und die ersten Auftritte folgen konnten. Im Jahr 2010 nahm die Band acht Lieder auf, wovon drei Lieder auf der EP Vultures im März 2011 veröffentlicht wurden. Im Jahr 2012 folgte das Debütalbum Stamina über Metal on Metal Records.

## Stil
Die Band spielt eine Mischung aus Thrash Metal und technisch anspruchsvollem Death Metal, wobei vor allem der Gesang an den von Chuck Schuldiner erinnert.

## Diskografie
- 2007: The Carnal Form (Demo, Hidden Throne Promotions)
- 2007: Age of Catastrophe / The Carnal Form (Split mit Blest, Hidden Throne Promotions)
- 2011: Vultures (EP, Eigenveröffentlichung)
- 2012: Stamina (Album, Metal on Metal Records)